# Martorell
|  | Per a altres significats, vegeu «Martorell (desambiguació)». |

Martorell és una vila i municipi de la comarca del Baix Llobregat, considerada tradicionalment capital de facto de la subcomarca del Baix Llobregat Nord i proposada com a futura capital de la nova comarca del Montserratí o Pla de Montserrat.
Es troba a la confluència dels rius Anoia i Llobregat, on aquest darrer forma un congost de gran importància per a les comunicacions entre el Baix Llobregat, el Vallès i el Penedès, i, per extensió, l'interior del país i de la península amb Barcelona. Per aquest punt hi passava la Via Augusta en temps dels romans (en queda la part romana del pont del Diable) i actualment hi passen l'autovia A-2 i l'autopista AP-7 i les vies de la RENFE, del Metro del Baix Llobregat dels FGC i de l'AVE o TGV.
L'origen del poble se situa al marge dret de l'Anoia, lleugerament elevat sobre la plana d'inundació, al barri que actualment es coneix com la Vila, i posteriorment s'ha estès a la plana entre els dos rius, on hi ha també les estacions principals dels dos ferrocarrils i els polígons industrials, amb la planta de SEAT (Volkswagen).

## Geografia
- Llista de topònims de Martorell (Orografia: muntanyes, serres, collades, indrets..; hidrografia: rius, fonts...; edificis: cases, masies, esglésies, etc).

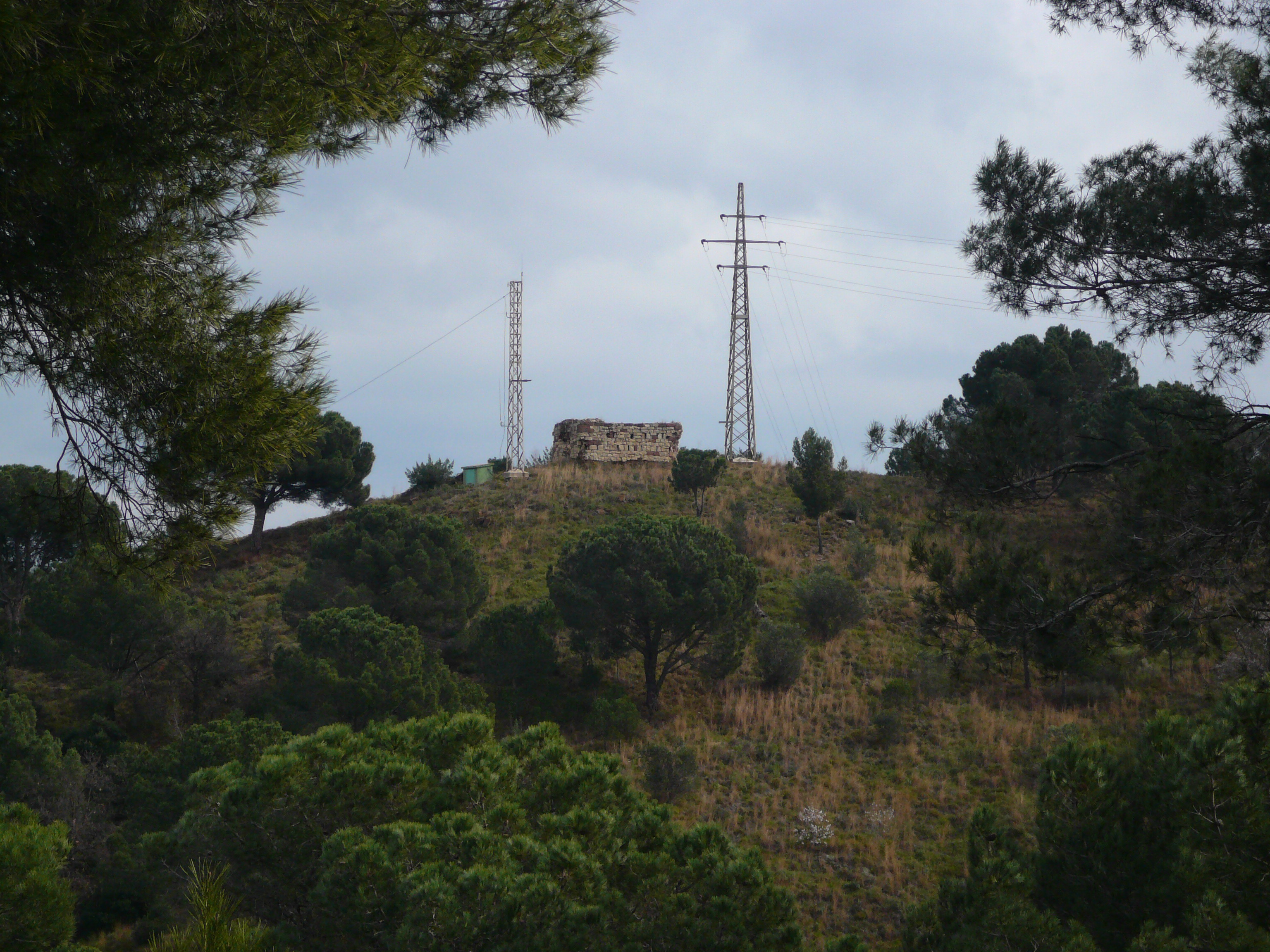
La torreta Grimenella, una de les torretes que dona nom a la serra

El municipi de Martorell té 19 fonts ben identificades, però la majoria d'elles no porten aigua durant tot l'any, i si en porten, no és aigua potable. Només 8 fonts funcionen correctament, ja que es troben allunyades del focus de contaminació, i a més tenen un seguiment continu que duu a terme "Aigües de Martorell" i la "Delegació Territorial de Sanitat de la Generalitat de Catalunya". Les fonts són Font de Can Cases, Font del Picot, Font de la Mina de Can Cases, Font del Mamut, Font del Molí, Font de Can Bros, Font Can Serra i Font de la Mina.
També hi ha diverses elevacions del terreny, per exemple el Turó del Pou del Merli, una muntanya de 156 metres. Al cim podem trobar-hi un vèrtex geodèsic (referència 283122001). La Serra de les Torretes és una serra amb una elevació màxima de 267 metres.229,3

### Barris de Martorell

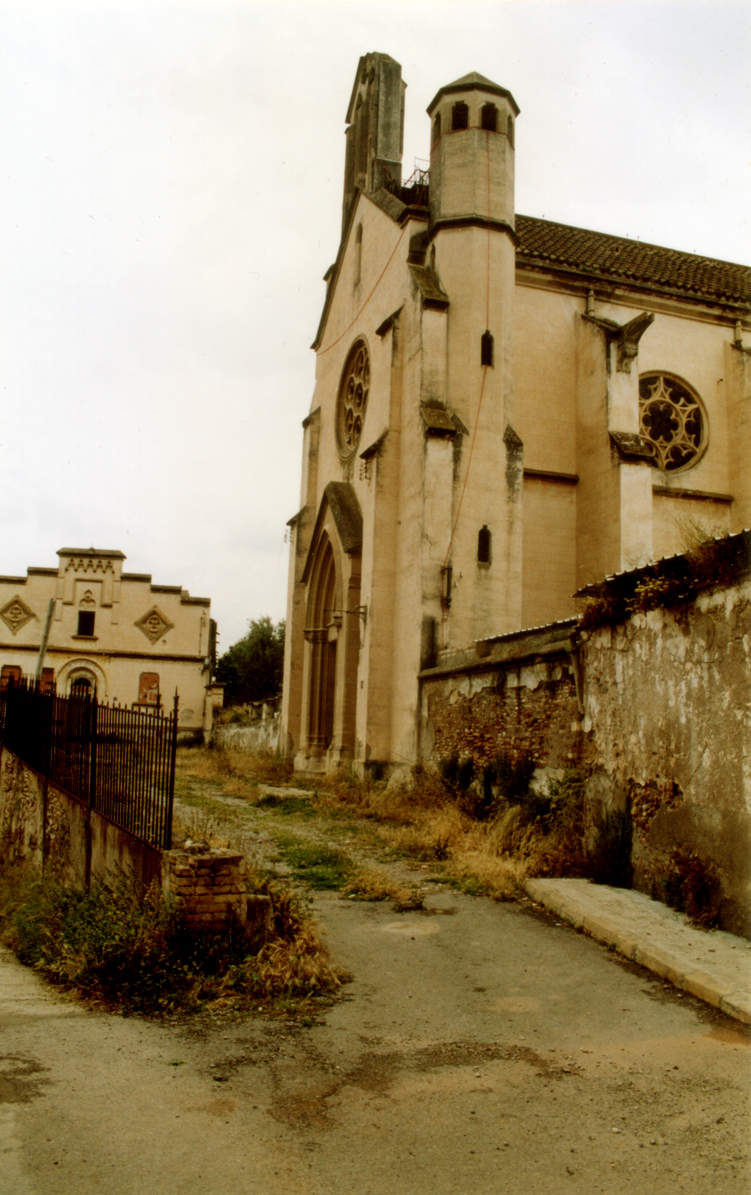
Can Bros

| Entitat de població | Habitants (2024) |
| Martorell           | 28.312           |
| Pou del Merli       | 129              |
| Can Bros            | 37               |
| Sant Genís          | 5                |
| Font: Idescat       |                  |

* Barri de Rosanes
- Barri Font de la Mina
- Barri Can Carreras
- Barri del Pont del Diable
- Barri El Pla
- Barri Illa Santacana
- Barri Buenos Aires
- Barri Portal d'Anoia
- Barri del Camí Fondo
- Barri de Can Bros
- Barri Pou del Merli
- Barri Torrent de Llops
- Barri de Les Bòbiles
- Barri de Can Cases
- Barri la Sínia (en construcció)

### Demografia[10]
| 1497 f | 1515 f | 1553 f | 1717 | 1787  | 1857  | 1877  | 1887  | 1900  | 1910  |
| ------ | ------ | ------ | ---- | ----- | ----- | ----- | ----- | ----- | ----- |
| 83     | 98     | 118    | 808  | 1.987 | 4.136 | 4.334 | 4.012 | 3.221 | 3.774 |

| 1920  | 1930  | 1940  | 1950  | 1960  | 1970   | 1981   | 1990   | 1992   | 1994   |
| ----- | ----- | ----- | ----- | ----- | ------ | ------ | ------ | ------ | ------ |
| 4.295 | 4.972 | 6.003 | 5.887 | 7.926 | 13.086 | 16.147 | 16.480 | 16.704 | 16.704 |

| 1996   | 1998   | 2000   | 2002   | 2004   | 2006   | 2008   | 2010   | 2012   | 2014   |
| ------ | ------ | ------ | ------ | ------ | ------ | ------ | ------ | ------ | ------ |
| 17.822 | 18.916 | 21.314 | 23.529 | 25.010 | 26.170 | 26.169 | 26.815 | 28.070 | 27.895 |

| 2016   | 2018   | 2020   | 2022   | 2024   | 2026 | 2028 | 2030 | 2032 | 2034 |
| ------ | ------ | ------ | ------ | ------ | ---- | ---- | ---- | ---- | ---- |
| 27.645 | 27.850 | 28.772 | 28.684 | 28.507 | -    | -    | -    | -    | -    |

## Història

### Primers pobladors
El descobriment de dues tombes del Neolític a la zona de l'antiga Bòbila Bonastre, als actuals barris del Pla i del Camí fondo, són el testimoniatge més antic de presència humana al terme municipal: un enterrament col·lectiu amb quatre gots de ceràmica realitzats a mà i restes de deu persones; i, l'altre, una tomba individual amb un esquelet doblegat que venia acompanyat d'una peça de ceràmica. D'aquestes dues tombes, al Museu Municipal se'n conserva un fragment de crani, tres maxilars inferiors, quatre recipients de ceràmica i dos fragments de sílex.

### Edat antiga
Encara que s'han trobat ceràmiques ibèriques en diferents jaciments de la zona, no s'han trobat restes humanes de pobladors ibers.
Martorell ha estat identificat tradicionalment amb l'Ad Fines dels romans a causa del seu emplaçament al costat del Pont del Diable sobre el riu Llobregat (l'antic Rubricatus).

### Edat mitjana
El 792, abans de la conquesta de Barcelona per part de Lluís I el Pietós, va tenir lloc la batalla d'Ad Pontes entre musulmans i francs, a la rodalia del Pont del Diable. Després del setge i conquesta de Barcelona per part del fill de Carlemany, Lluís I el Pietós, l'any 801, i de l'inici de la repoblació de la banda dreta del riu Llobregat, a partir de l'any 878, la zona de Martorell va veure incrementat progressivament la presència humana.
El nom de Martorell apareix per primera vegada l'any 1032. Guillem Bonfill i la seva esposa Sicarda, senyors de Castellvell, funden el priorat de Sant Genís de Rocafort l'any 1042. Martorell pertanyia en aquest moment a la baronia de Castellvell, el centre de la qual era el castell de Sant Jaume. El poble de Martorell, durant l'alta Edat Mitjana era una agrupació de cases al llarg de l'eix del camí que venia del Pont del Diable, en l'entorn d'una plaça i de l'església. El 1114, al congost de Martorell, el comte Ramon Berenguer III de Barcelona i els d'Urgell i Cerdanya van derrotar els almoràvits a la batalla de Martorell.
Més endavant, Martorell passarà a mans dels Montcada. S'han trobat documents de l'any 1216 de l'existència de l'hospital. L'any 1282 se cita per primera vegada la fira de Sant Bartomeu, que es feia al costat del Pont del Diable. L'any 1396 Martorell és incorporat a la Corona arran de la Invasió de Mateu I de Foix, amb la qual cosa rep el privilegi de ser declarat carrer de Barcelona. El 1344 Roger Bernat de Foix concedeix el privilegi fundacional del municipi de Martorell.
Als inicis del segle xv el poble va patir les conseqüències de les lluites successòries entre els Foix i el rei Martí. L'any 1422, la reina Maria de Castella, esposa d'Alfons el Magnànim, concedeix el privilegi de la celebració d'una segona fira el dia de Sant Marc i els quatre següents, que es manté en l'actualitat com a Fira de Primavera. El 1437 s'autoritza la construcció d'un pont sobre el riu Anoia.
El 21 de gener de 1641, a la Guerra dels Segadors, el virrei de Catalunya i cap de l'exèrcit de Felip IV de Castella, Pedro Fajardo de Requesens-Zúñiga, va ocupar i saquejar la vila amb les tropes castellanes, abans d'avançar cap a Barcelona. El 1652 Martorell va sofrir una epidèmia de pesta, i després es va procedir a una delimitació del terme de la població en 1669. El 1686 s'estableix a la vila una comunitat de frares caputxins.
La Guerra de Successió va fer sentir les seves conseqüències sobre Martorell. El 1714 el castell de Rosanes va ser pres i feta volar la seva torre de l'homenatge. Des d'aquella data, l'enderrocament i la desaparició de la fortificació, que era al centre de la baronía, va anar en augment. El 1732 l'Ajuntament va acordar la construcció d'una caserna de cavalleria per allotjar les tropes i estalviar els constants problemes amb la població pel fet d'allotjar-se en cases de particulars.

### Edat contemporània
Durant la Guerra del Francès, el 1808 va patir danys com a represàlia per la batalla del Bruc, el 1809 s'hi va instal·lar l'estat major del general Vives, i el 1814 s'hi rendiren els francesos al baró d'Eroles.
El dia 14 d'abril de 1931, Francesc Rigués proclama la Segona República Espanyola a Martorell.
L'any 1936, en plena Guerra Civil espanyola, són incendiades i destruïdes l'església parroquial de Santa Maria, l'ermita de Santa Margarida i la capella de la Torre de Santa Llúcia. Alguns personatges reconeguts com Francesc Santacana i Romeu són executats.
A la fi de la Guerra Civil, davant la imminent arribada de les tropes franquistes a Martorell, l'exèrcit republicà en retirada va volar, el 23 de gener de 1939, els ponts del ferrocarril de RENFE i FGC, el pont de ferro sobre el riu Anoia, el pont de ferro de la carretera de Terrassa i el Pont del Diable.
L'arribada de l'exèrcit de Franco a Martorell va venir precedit del bombardeig de la vila. Cap a les 9 del matí del dia 23 de gener, l'aviació alemanya va bombardejar el carrer del Mur i carrers dels voltants creant el pànic entre la població civil i la mort d'unes 18 persones, la destrucció d'una trentena de cases i danys a un centenar d'edificis. Cap al migdia un nou atac va deixar caure bombes als horts de l'Anoia, que no van provocar víctimes. Durant el matí del 24 de gener de 1939, la població de Martorell va ser ocupada pel cos d'Exèrcit de Navarra i el Corpo Truppe Volontarie (C.T.V.) de l'exèrcit franquista.

## Administració
| Període      | Nom de l'alcalde/-essa     | Partit polític | Data de possessió |
| ------------ | -------------------------- | -------------- | ----------------- |
| 1979 - 1983  | Martí Flores i Sáez        | PSC            | 19/04/1979        |
| 1983 - 1987  | César López Vera           | PSC            | 28/05/1983        |

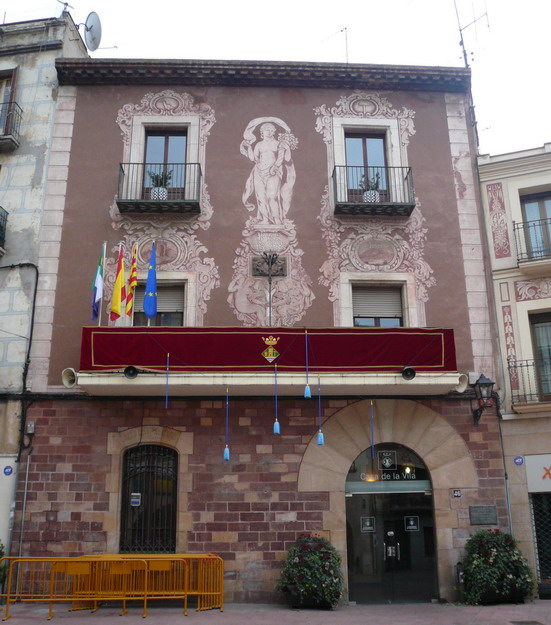
La Casa de la Vila és un edifici del adquirit pel municipi el 1936, tal com s'indica en una inscripció sobre la porta. Els dos personatges esgrafiats just a sobre el balcó representen els rius Llobregat i Anoia.

| 1987 - 1991  | Salvador Esteve i Figueras | CiU            | 30/06/1987        |
| 1991 - 1995  | Salvador Esteve i Figueras | CiU            | 15/06/1991        |
| 1995 - 1999  | Salvador Esteve i Figueras | CiU            | 17/06/1995        |
| 1999 - 2003  | Salvador Esteve i Figueras | CiU            | 03/07/1999        |
| 2003 - 2007  | Dora Ramon i Cabot         | PSC            | 14/06/2003        |
| 2007 - 2011  | Salvador Esteve i Figueras | CiU            | 16/06/2007        |
| 2011 - 2015  | Salvador Esteve i Figueras | CiU            | 11/06/2011        |
| 2015 - 2019  | Xavier Fonollosa i Comas   | CiU            | 13/06/2015        |
| 2019 - 2023  | Xavier Fonollosa i Comas   | JxCat          | 15/06/2019        |
| Des del 2023 | Xavier Fonollosa i Comas   | JxCat          | 17/06/2023        |

| Partit polític                                                           | 2023  | 2023     | 2023 |
| Partit polític                                                           | %     | Regidors |      |
| Junts per Catalunya (JxCat)                                              | 64,75 | 16       |      |
| Movem Martorell-Entesa (MM-E)                                            | 12,05 | 2        |      |
| Partit dels Socialistes de Catalunya (PSC) - Candidatura de Progrés (CP) | 9,32  | 2        |      |
| Esquerra Republicana de Catalunya (ERC) - Acord Municipal (AM)           | 5,85  | 1        |      |

L'any 2014, l'alcalde Salvador Esteve i Figueras va anunciar que es retirava després de 24 anys a l'alcaldia. A les eleccions del maig de 2015, Convergència i Unió va obtenir 8 regidors (a 3 de la majoria absoluta). En segona posició va quedar el Partit dels Socialistes de Catalunya amb 4 regidors. La coalició d'esquerres Movem Martorell també en va obtenir 4. Esquerra Republicana de Catalunya va obtenir els millors resultats dels últims anys amb 3 regidors i va pactar amb la llista més votada per assegurar la governabilitat del poble. Finalment, el Partit Popular (Espanya) i SOM Martorell van completar la llista de partits que entraven al consistori amb un regidor per cada formació. El nou alcalde va ser Xavier Fonollosa i Comas de Convergència i Unió.

## Indústria
La indústria que hi ha al terme municipal té un gran importància.
La indústria més important de Martorell és SEAT. Al terme municipal s'hi troba la seu, el centre de disseny i la fàbrica automobilística. SEAT té una gran importància en l'economia dels pobles veïns, ja que un gran nombre d'empreses que construeixen elements diversos dels vehicles s'hi van instal·lar.
En el sector de la indústria química es troba Solvay, en què el producte més destacat és el PVC.
També es troba Cargill Ibérica SLU (antigament Cerestar Ibérica), una important indústria alimentària. La seva activitat principal és la molturació humida de blat. El producte més destacat és la dextrosa apirogena.

## Transport
La línia Llobregat-Anoia, operat per Ferrocarrils de la Generalitat de Catalunya, i les línies de Sant Vicenç-Manressa i Castellbisbal/ el Papiol-Mollet de Rodalies Barcelona (RENFE) serveixen la vila de Martorell amb dues estacions dins el terme del municipi:
- Martorell Enllaç
- Martorell Central

A escassos centenars de metres a l'est del límit municipal (al marge esquerre del Llobregat), dins el terme de Castellbisbal (Vallès Occidental), es troba l'estació de Martorell Vila (FGC):
- Martorell Vila | Castellbisbal

Està previst que es construeixin tres estacions de ferrocarril més, integrades dins de la Línia Orbital Ferroviària:
- Martorell Oest
- Martorell Can Cases
- Martorell Polígon

## Serveis públics

### Escoles de Primària
- Escola José Echegaray: Aquesta escola es va obrir per primera vegada el curs 1978-79. Imparteix formació en les modalitats d'Educació Infantil i Primària i també té una aula d'acollida per a nens procedents d'altres països. Al centre hi ha 25 o 26 professors. Està ubicat a la pl. Doctor Fleming.
- Escola Juan Ramón Jiménez: Aquesta escola es va obrir el curs 1975-76. Imparteix Educació Infantil i Primària. També té una aula d'acollida. Hi ha uns 22 o 23 professors a l'escola. Ubicada a Avda. Mancomunitats Comarcals.
- Escola Els Convents: Els Convents és una escola que imparteix Educació Infantil i Primària. Va ser fundada el 1943.
- Escola 'Vicente Aleixandre': Centre que imparteix formació en les modalitats d'Educació infantil i Primària. El centre està situat a Av. Mancomunitats Comarcals. Hi ha de 20 a 21 professors al centre.
- Escola 'Mercè Rodoreda': Imparteix formació a les modalitats Educació Infantil i Primària. El centre està situat a l'av. del Camí Fondo.
- Col·legi La Mercè: Imparteix formació en les modalitats: Educació Infantil, Primària, ESO i Batxillerat. El centre està situat al carrer Mur. L'any 2011, l'escola celebra el seu 150è aniversari.
- Escola 'Lola Anglada': Imparteix formació en les modalitats: Educació Infantil i Primària. El centre està situat al C/ Josep Tarradellas.

### Escoles de secundària
- Institut Joan Oró: Imparteix ESO, Batxillerat i Cicles Formatius de Grau Mig i Superior (CFGM i CFGM).
- Institut 'Pompeu Fabra': Imparteix ESO i Batxillerat diürn i nocturn.
- Col·legi La Mercè:[17] Imparteix formació en les modalitats: Educació Infantil, Primària, ESO i Batxillerat. El centre està situat al carrer Mur. L'any 2011, l'escola celebra el seu 150è aniversari.
- INSTITUT MARIA CANELA

#### Centre Cultural i Recreatiu "El Progrés"
El Progrés de Martorell, situat al carrer del Mur, és un dels testimonis vius més importants de Martorell, ja que ha viscut des que el poble es dedicava a l'agricultura fins ara.
Va ser fundat el 1906, coincidint amb l'apogeu de les societats recreatives durant el primer quart de segle. Molta gent ha anat passant per aquest centre lúdic i cultural a prendre un cafè, xerrar, passar la tarda, ballar, veure teatre, cinema...
Tots els socis han hagut de posar una mica de la seva part, des de la construcció fins a reconstruir-lo després de la Guerra Civil. Aquest esperit dels primers fundadors ha arribat fins als nostres dies i les obres portades a terme fins ara per l'arranjament de la Sala Teatre han estat fetes pels mateixos socis i sòcies que han col·laborat posant el seu treball i la seva il·lusió.
Podríem dir que és el centre republicà més important de Martorell. Està compost per una sala teatre amb dues plantes i un gran escenari. A la planta baixa hi ha llotges ventrudes amb motllures el·líptiques decorades que envolten la pista de ball. El conjunt compta també amb dues sales diàfanes al vestíbul, on en l'actualitat es duen a terme diferents activitats i tallers, una sala d'exposicions, pista de ball d'estiu i a la part posterior uns jardins.

#### Centres mèdics
Martorell disposa de l'Hospital Sant Joan de Déu, a l'avinguda Mancomunitats Comarcals 1-3, l'Hospital-Centre Neuropsiquiàtric, als afores de Martorell, l'ambulatori (CAP), el Centre d'Especialistes de Martorell, el Centre Mèdic de la Vila, i el Centre Mèdic de Martorell.

## Cultura

### Esports
Entre les entitats esportives més destacades de la ciutat podem esmentar les següents: Agrupació Excursionista de Martorell, Unió Esportiva Martorell, Bàsquet Club Martorell, Rugby Martorell, Club Bàsquet La Mercè, Club Sala 5 Martorell, Club Natació Martorell, Yahoooh! Esport i lleure a la natura i el Club Handbol Martorell.

### Museus

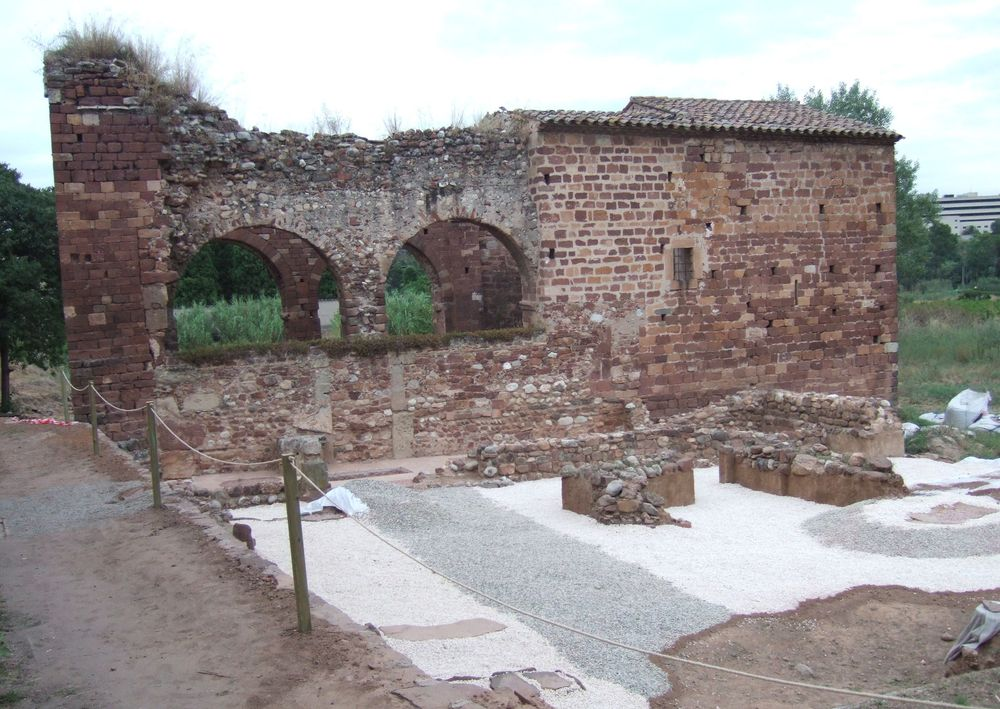
L'església de Santa Margarida i la zona excavada al costat sud un cop restaurada.

Martorell compta amb diversos museus:
- L'Enrajolada, Casa Museu Santacana.
- El Museu Municipal Vicenç Ros[19]
- El Jaciment Arqueològic de Santa Margarida, que depèn del museu municipial.[20]
- Museu Muxart, la Casa Par de la ciutat recopila l'obra de l'artista local Jaume Muxart[21]

## Fills il·lustres
- Joan Cererols, compositor, músic i monjo benedictí, fou l'autèntic patriarca de la música monserratina.
- Josep Palet i Bartomeu (1877-1946), tenor.
- Gabriel Manalt (1657-1687), organista i compositor.
- Jaume Muxart, pintor.
- Montserrat Campmany, per la seva dedicació a la lluita contra el càncer.[22]
- Mossèn Josep Pi i Raventós, antic rector de la Parròquia de Martorell.
- Israel Núñez, ciclista professional.
- Cristian González Álvarez, atleta.
- José Carol Archs, escriptor.
- Leandre Sunyer i Puigventós (1833-1888), compositor, violinista i organista.
- Vicenç Ros i Batllevell (1883-1970), industrial, polític i promotor cultural català, batlle de Martorell entre 1924 i 1930 i entre 1940 i 1951.[23]

## Ciutats agermanades
Martorell està agermanada amb:
- Chevilly-Larue (França)
- Borgo a Mozzano (Itàlia)